# إيرا هاريس
إيرا هاريس هو محامي وقاضي وسياسي أمريكي، ولد في 31 مايو 1802 في تشارلستون في الولايات المتحدة، وتوفي في 2 ديسمبر 1875 في ألباني في الولايات المتحدة. نشط حزبياً في حزب اليمين والحزب الجمهوري.

## مناصب
- انتخب عضو مجلس الشيوخ الأمريكي [الإنجليزية]‏ عن دائرة New York Class 3 senate seat ‏ وقد انضم خلال فترته النيابية [الإنجليزية]‏ (4 مارس 1865 – 4 مارس 1867) للكتلة البرلمانية الحزب الجمهوري.
- انتخب عضو مجلس الشيوخ الأمريكي [الإنجليزية]‏ عن دائرة New York Class 3 senate seat ‏ وقد انضم خلال فترته النيابية [الإنجليزية]‏ (4 مارس 1863 – 4 مارس 1865) للكتلة البرلمانية الحزب الجمهوري.
- انتخب عضو مجلس الشيوخ الأمريكي [الإنجليزية]‏ عن دائرة New York Class 3 senate seat ‏ وقد انضم خلال فترته النيابية [الإنجليزية]‏ (4 مارس 1861 – 4 مارس 1863) للكتلة البرلمانية الحزب الجمهوري.
- انتخب عضو مجلس ولاية نيويورك  [لغات أخرى]‏.
- انتخب عضو مجلس الشيوخ الأمريكي [الإنجليزية]‏.